# カーディフ・メトロポリタン・ユニバーシティFC
カーディフ・メトロポリタン・ユニバーシティFC（英: Cardiff Metropolitan University FC）は、ウェールズのカーディフをホームタウンとするサッカークラブである。

## 歴史
レイク・ユナイテッド (Lake United) は1984年にAFCカーディフに改称、AFCカーディフはサリー (Sully) に買収され、インター・カーディフ (Inter Cardiff) が創設された。インター・カーディフはスポンサーの関係でインター・ケーブル・テル (Inter Cable Tel) と呼称された時期を経て、インター・カーディフに戻った。一方、カーディフ教育大学FC (Cardiff College of Education FC) はサウス・グラモーガン大学FC (South Glamorgan Institute FC)、カーディフ高等教育大学FC (Cardiff Institute of Higher Education FC) を経て、1996年にUWICに改称された。
2000年に当時UWICとして知られていたカーディフ・メトロポリタン大学とリーグ・オブ・ウェールズの創立メンバーであるインター・カーディフが合併して、UWICインター・カーディフが創設された。2012年にカーディフ・メトロポリタン・ユニバーシティFC (Cardiff Metropolitan University FC) に改称された。
2015-16シーズンにウェルシュ・フットボールリーグ・ディビジョン1で優勝してウェルシュ・プレミアリーグに昇格した。
2018-19シーズンにウェルシュ・リーグカップ決勝でディビジョン1のCambrian & Clydach Vale B.G.C.に2-0で勝利して優勝した。同シーズンにプレミアリーグで7位になり、UEFAヨーロッパリーグ出場権をかけたプレーオフ準決勝でカーナーヴォン・タウンに3-2で勝利、同決勝でバラ・タウンにPK戦で勝利してUEFAヨーロッパリーグ 2019-20出場権を獲得した。カーディフ・メトロポリタン・ユニバーシティFCは欧州大会に出場する最初のイギリスの大学の男子チームとなった。チームはUEFAヨーロッパリーグ予選出場で賞金として19万3000ポンドを受け取るが、「学業第一」の考えからカーディフ・メトロポリタン大学の学生である選手にボーナスは支払われず、逆に参加するために会費として150ポンドを支払う必要があった。同シーズンには同大学の女子チームもUEFA女子チャンピオンズリーグ 2019-20出場権を獲得した。
UEFAヨーロッパリーグ 2019-20では予備予選でルクセンブルクのプログレス・ニーダーコルンと対戦した。アウェーの1試合目に0-1で敗れた後、ホームの2試合目は2-1で勝利したが、アウェーゴール差により敗退した。

## 獲得タイトル
- ウェルシュ・フットボールリーグ・ディビジョン1：1回
  - 2015-16
- ウェルシュ・リーグカップ：1回
  - 2018-19

## 欧州の成績
| シーズン | 大会                 | ラウンド | 対戦相手                   | ホーム | アウェー | 合計    |  |
| -------- | -------------------- | -------- | -------------------------- | ------ | -------- | ------- |  |
| 2019-20  | UEFAヨーロッパリーグ | 予備予選 | プログレス・ニーダーコルン | 2-1    | 0-1      | 2-2 (a) |  |